# Tesla Model 3

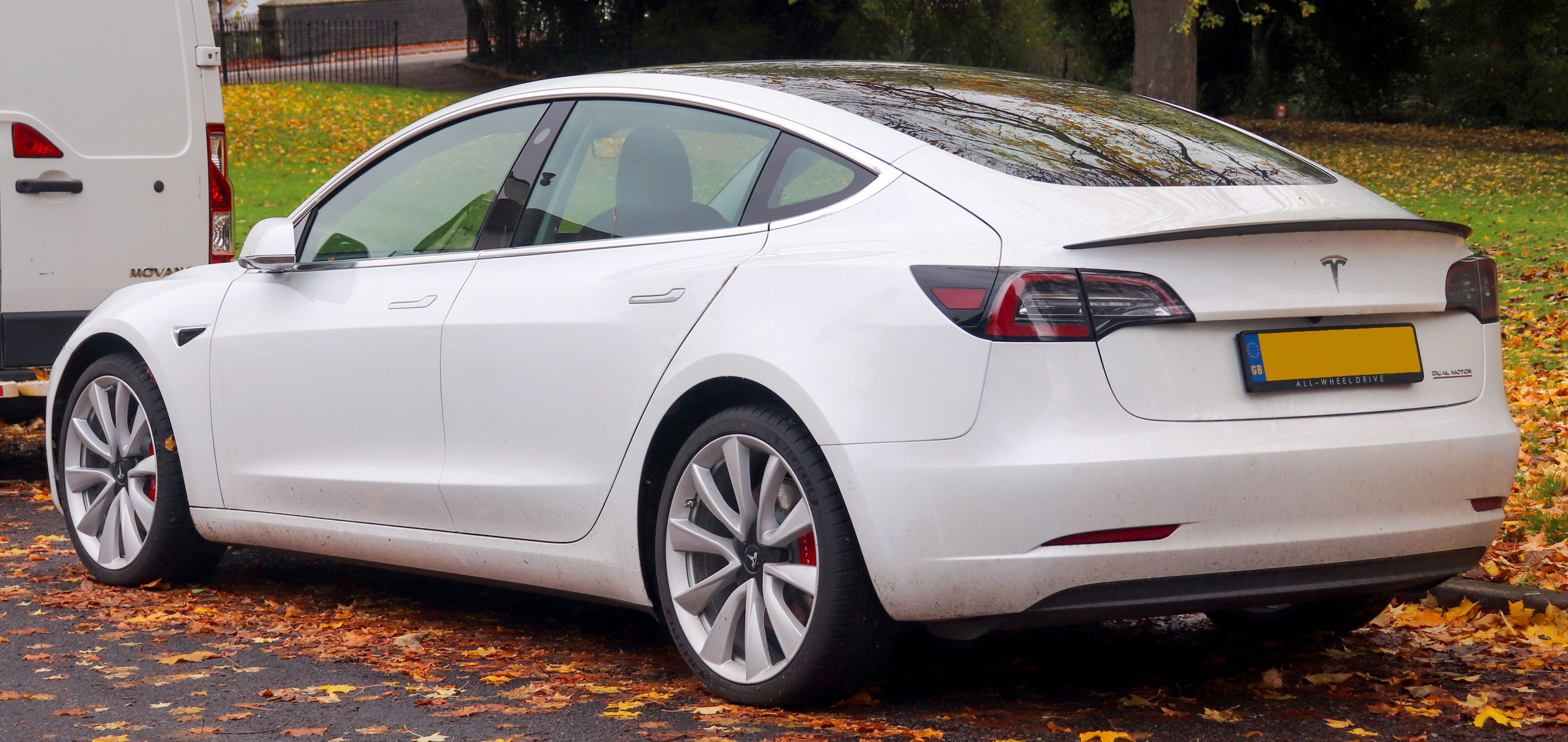
Heckansicht Model 3 Performance

Das Model 3 ist eine batterieelektrisch angetriebene Limousine des US-amerikanischen Herstellers Tesla. Es wurde als Prototyp Ende März 2016 vorgestellt und wird seit Juli 2017 produziert, seit Februar 2019 ist es auch in Europa erhältlich. Mit rund 1,8 Millionen ausgelieferten Fahrzeugen bis Ende 2022 ist es das meistverkaufte Elektroauto der Welt. Dieser Titel wurde bis etwa Mitte 2019 vom Nissan Leaf mit 450.000 Einheiten getragen. Das Model 3 wurde bis zur Modellpflege im September 2023 weltweit zwei Millionen Mal verkauft.

## Geschichte

### Planung
Das Model 3 wurde unter dem Arbeitstitel BlueStar geplant und sollte als „Model E“ bezeichnet werden. Für Fahrzeuge war dieser Name jedoch nicht mehr verfügbar, weil dieser Name von Ford geschützt war. Tesla sah im Model 3 den dritten und letzten Schritt in seiner dreistufigen Strategie, Elektroautos massentauglich zu machen.

### Präsentation
Elon Musk stellte das Fahrzeug in einer online übertragenen Show am Abend des 31. März 2016 vor. Obwohl vorab über das Aussehen und die Technik nur spekuliert wurde, bildeten sich bereits in den Morgenstunden des 31. März 2016 lange Schlangen wartender Kunden vor den Tesla-Verkaufsstellen weltweit, um das Auto mit einer Anzahlung von 1000 US-Dollar bzw. 1000 Euro unverbindlich zu reservieren. Während der Präsentation des Autos wurde bekannt, dass in weniger als 24 Stunden bereits über 115.000 Reservierungen eingegangen waren. Nachdem auch online reserviert werden konnte, stieg die Zahl in zwei Tagen auf 276.000 Fahrzeuge, nach einer Woche auf 325.000, was Tesla mit einem Auftragswert von 14 Milliarden US-Dollar gleichsetzte. Zum Vergleich: Mit insgesamt 450.000 hergestellten Fahrzeugen war der Nissan Leaf bis Mitte 2019 das erfolgreichste Elektroauto auf dem Weltmarkt (Stand: März 2020).

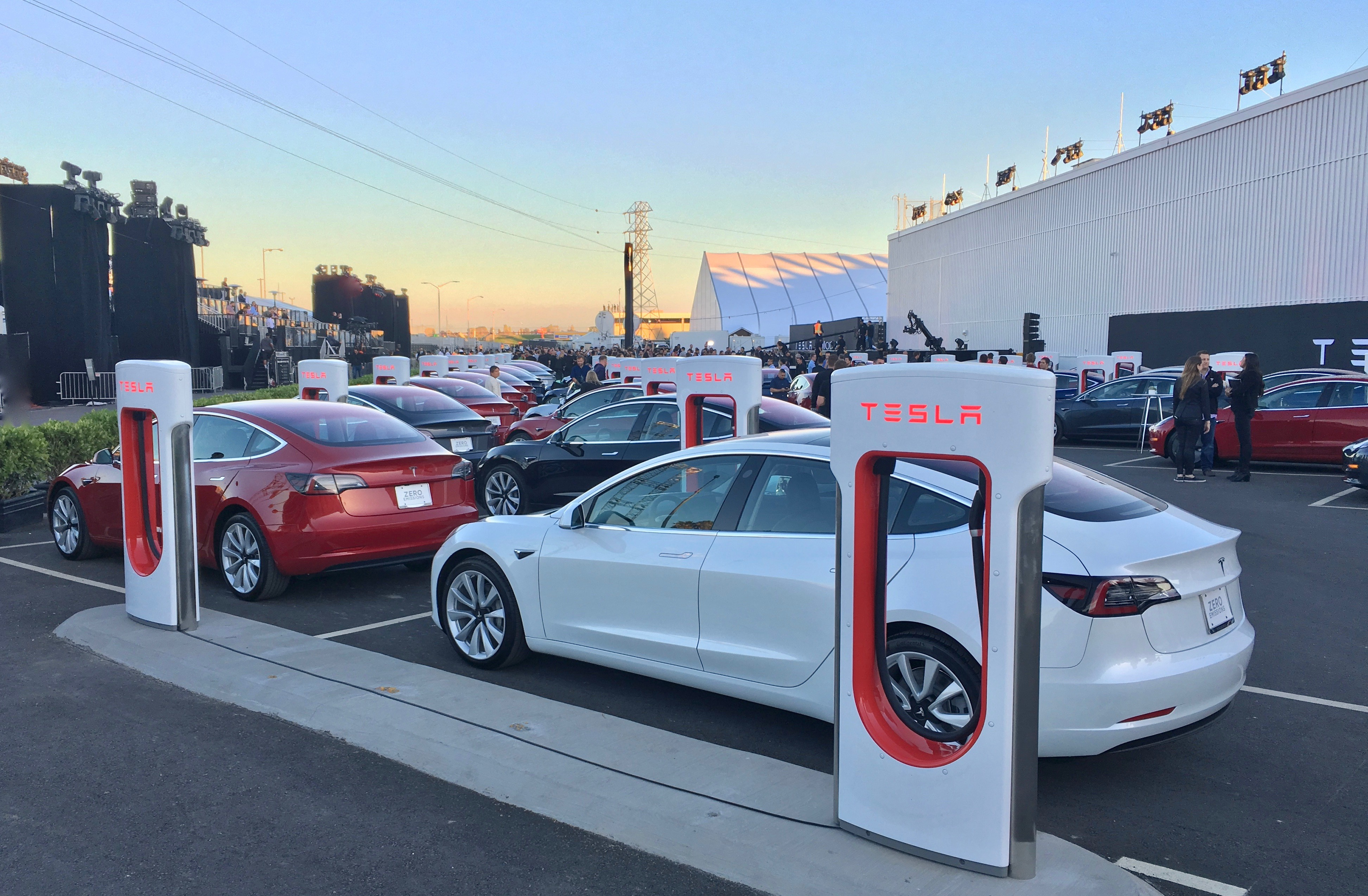
Erste Fahrzeuge des Typs Model 3 bei der Übergabeparty an die Kunden am 28. Juli 2017

Der Verkaufspreis sollte in den USA rund 35.000 US-Dollar betragen. Dies entsprach zum Präsentationszeitpunkt etwa 32.000 Euro, wobei keine Steuern (z. B. Umsatzsteuer) oder weitere Abgaben, die außerhalb der USA anfallen, berücksichtigt sind. In Deutschland wurde der Wagen erst im Januar 2021 mit der staatlichen Förderung zu einem Preis unter 35.000 Euro angeboten.

### Ankündigung, Start und Hochfahren der Produktion
Aufgrund der großen Anzahl der Reservierungen gab Tesla im Mai 2016 bekannt, seine Produktionsziele für die folgenden Jahre stark zu erhöhen. Bei der Produktvorstellung wurden drei Fahrzeuge präsentiert, von denen zwei probegefahren werden konnten. Im Februar 2017 wurde mit der Produktion von Prototyp-Fahrzeugen in der endgültigen Form begonnen, von denen im April 2017 Fotos veröffentlicht wurden.
Im März 2017 gab Elon Musk den Produktionsstart Juli 2017 bekannt sowie die weitere Planung zum Jahresende 2017 von 5.000 und für Februar 2018 10.000 Fahrzeugen dieses Typs pro Woche. Die Antriebseinheit (drive unit) werde in der Gigafactory in Nevada gefertigt, weil im Werk Fremont nicht ausreichend Platz vorhanden sei. Elon Musk kündigte im März 2017 an, im Jahr 2018 500.000 und im Jahr 2020 eine Million Fahrzeuge zu produzieren.
 Keine übliche Erprobung 

Statt auf eine umfangreiche Fahrerprobung setzte Tesla auf die Erstauslieferung an Mitarbeiter. Die Serienfertigung begann am 9. Juli 2017 und im Juli 2017 wurden lediglich dreißig Exemplare an Mitarbeiter übergeben, zwanzig weitere Fahrzeuge hatte Tesla für Tests. Schon zuvor hatte Elon Musk den Bau weiterer Werke für das Tesla Model 3 angekündigt, weil die bisher einzige Fabrik in Fremont bei einer Produktion von einer Million Fahrzeugen pro Jahr aus allen Nähten platzen würde. Obgleich die Fertigung sehr schleppend anlief, wurden am 28. Juli 2017 die ersten 30 Fahrzeuge in einer Party an die Kunden übergeben.
Die Produktion lief im Laufe des Jahres 2018 voll an.
Im Frühjahr 2018 wurde eine zusätzliche Montagelinie in einem Zelt errichtet, damit im ersten Produktionsjahr bis einschließlich Juli 2018 das Ziel von 50.000 produzierten Fahrzeugen erreicht werden konnte. Erst Ende Juni 2018 liefen innerhalb einer Woche 5.000 Model 3 vom Band. In der Woche produzierte Tesla 5.031 Model 3 und 1.913 Model S und Model X, wie das Unternehmen im Quartalsbericht Q2 2018 mitteilte. Damit war die Produktion im Vergleich zum ersten Quartal um 55 Prozent gestiegen.
Im Juli 2018 waren noch ca. 420.000 Reservierungen abzuarbeiten. Mitte Oktober 2018, 15 Monate nach Produktionsstart, wurde der Meilenstein von 100.000 produzierten Autos erreicht. Ende Dezember 2019 begann Tesla mit der Produktion des Model 3 in seiner Gigafactory 3 in Shanghai, China. Diesen Fahrzeugen wurde ein höheres Qualitätsniveau nachgesagt. Die in China gefertigte Basisversion „Standard Range+“ ist mit einem anderen, kälteempfindlicheren Akku mit Lithiumeisenphosphat-Zellen (LiFePO4, kurz LFP) ausgerüstet (siehe auch Kapitel „Batterietechnik“).

## Markteinführung

### Varianten
Die bis November 2018 produzierten Fahrzeuge erhielten „zur Produktionsvereinfachung“ alle den Longrange-Akku sowie die Premium-Ausstattung. Die Kunden konnten zwischen verschiedenen Antriebsarten wählen (siehe Technische Daten), bei den Farben zwischen Standard-Schwarz und vier weiteren Farben, und maximal zwei Radvarianten. Dies geschehe, um die Produktion so unkompliziert wie möglich starten zu können. Man habe aus den Fehlern des Produktionsstarts von Model X gelernt, bei dem es zu viele Auswahlmöglichkeiten gegeben habe, wodurch der Start sehr komplex und fehlerbehaftet war. Daher werde es nie die Vielzahl an Auswahlmöglichkeiten geben wie beim Model S oder Model X. Alle Fahrzeuge werden mit Hardware für autonomes Fahren ausgestattet, wobei für deren Nutzung der Kauf der Autopilot-Funktionaliät in verschiedenen Software-Konfigurationen geordert werden muss.
Seit November 2018 war in USA und Kanada für ca. ein dreiviertel Jahr eine Mid-Range Modellversion erhältlich, seit März 2019 sind in Nordamerika zusätzlich Standard-Range-Modelle des Tesla Model 3 ohne Premiumausstattung bestellbar. Darunter ist auch das angekündigte Modell, das eine Reichweite von 380 Kilometern ermöglichen soll und nicht mit vollständiger Autopilot-Funktion ausgestattet ist.

### Europa
Seit Februar 2019 werden Kunden in Deutschland beliefert. Zu dieser Zeit hatten die Fahrzeuge im Vergleich zu früher gefertigten Exemplaren ein besseres Qualitätsniveau erreicht.
Im März 2019 war das Model 3 das meistverkaufte Auto in den Niederlanden und in der Schweiz.

## Technik

### Konstruktion und Bedienung
Das Design ist an das Model S und klassische Limousinen angelehnt, die Länge entspricht dem BMW F30 (BMW 3er) oder der Mercedes-Benz Baureihe 205 (C-Klasse). So gehörte „klar und sportlich“ zu den Entwicklungszielen. Das Auto hat vier Türen, fünf Sitzplätze und zwei Kofferräume (vorn „Frunk“ und hinten). Um eine große Reichweite bieten zu können, gehörte auch ein geringer Strömungswiderstandsbeiwert (cw) des Fahrzeugs zu den Entwicklungszielen, er beträgt 0,23. Als Besonderheit wird ähnlich wie beim Model X ein sehr großes Glas-Panorama-Dach über den Rücksitzen fest eingebaut, wodurch die hintere Kofferraumöffnung entsprechend kleiner ausfällt. Beide Kofferräume fassen zusammen 682 Liter, wozu der vordere 88 Liter beiträgt.

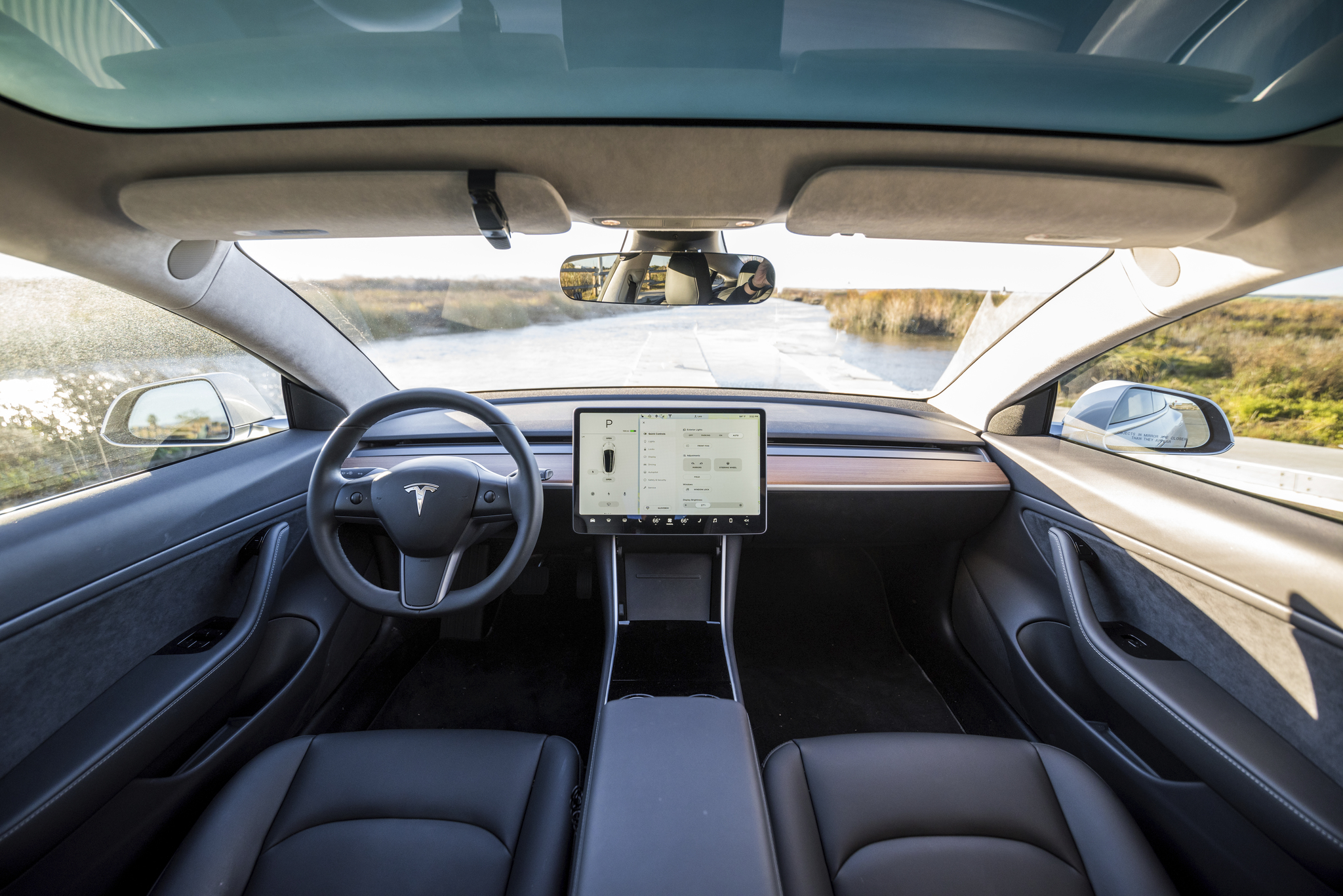
Interieur des Tesla Model 3

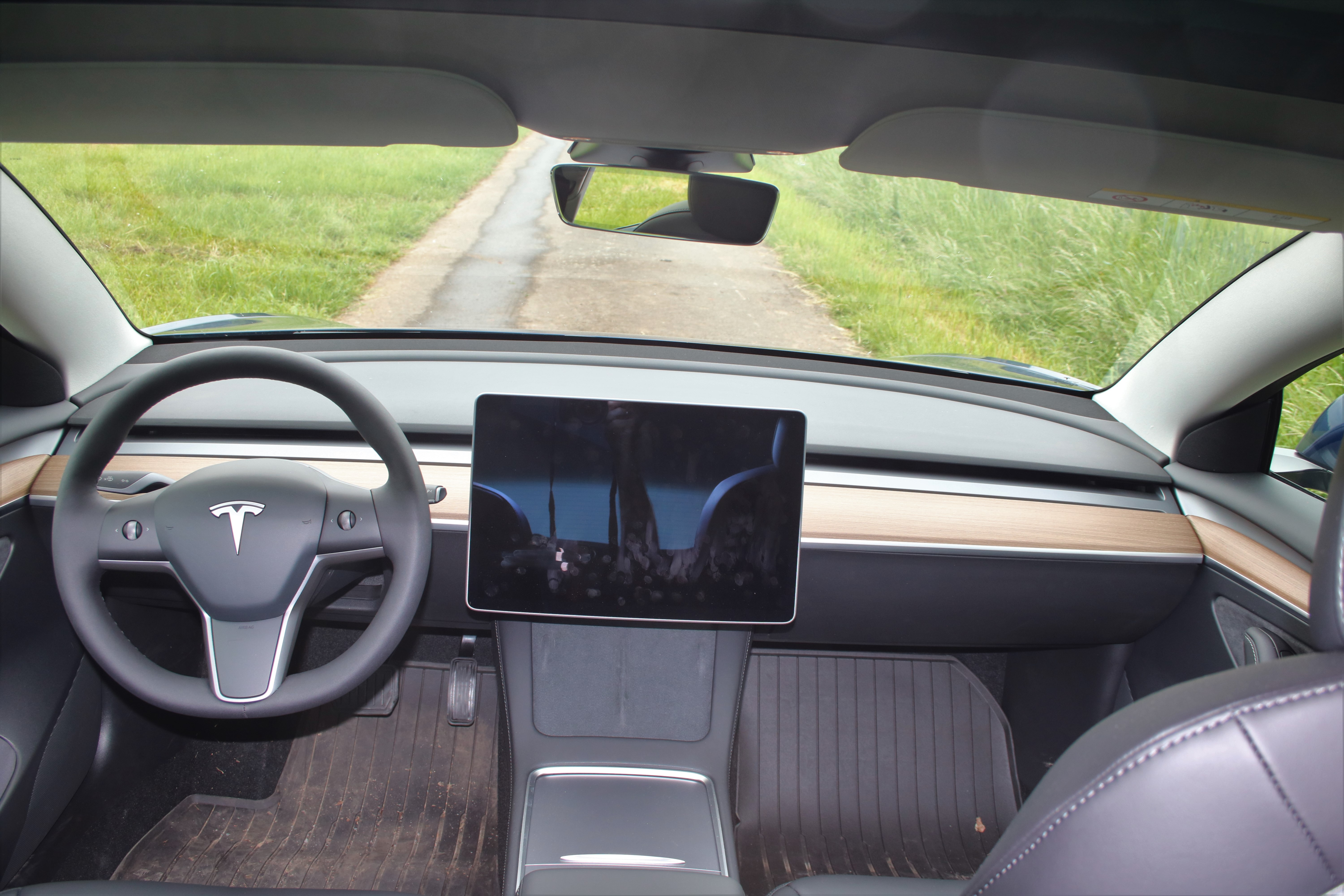
Interieur des Tesla Model 3, 2021

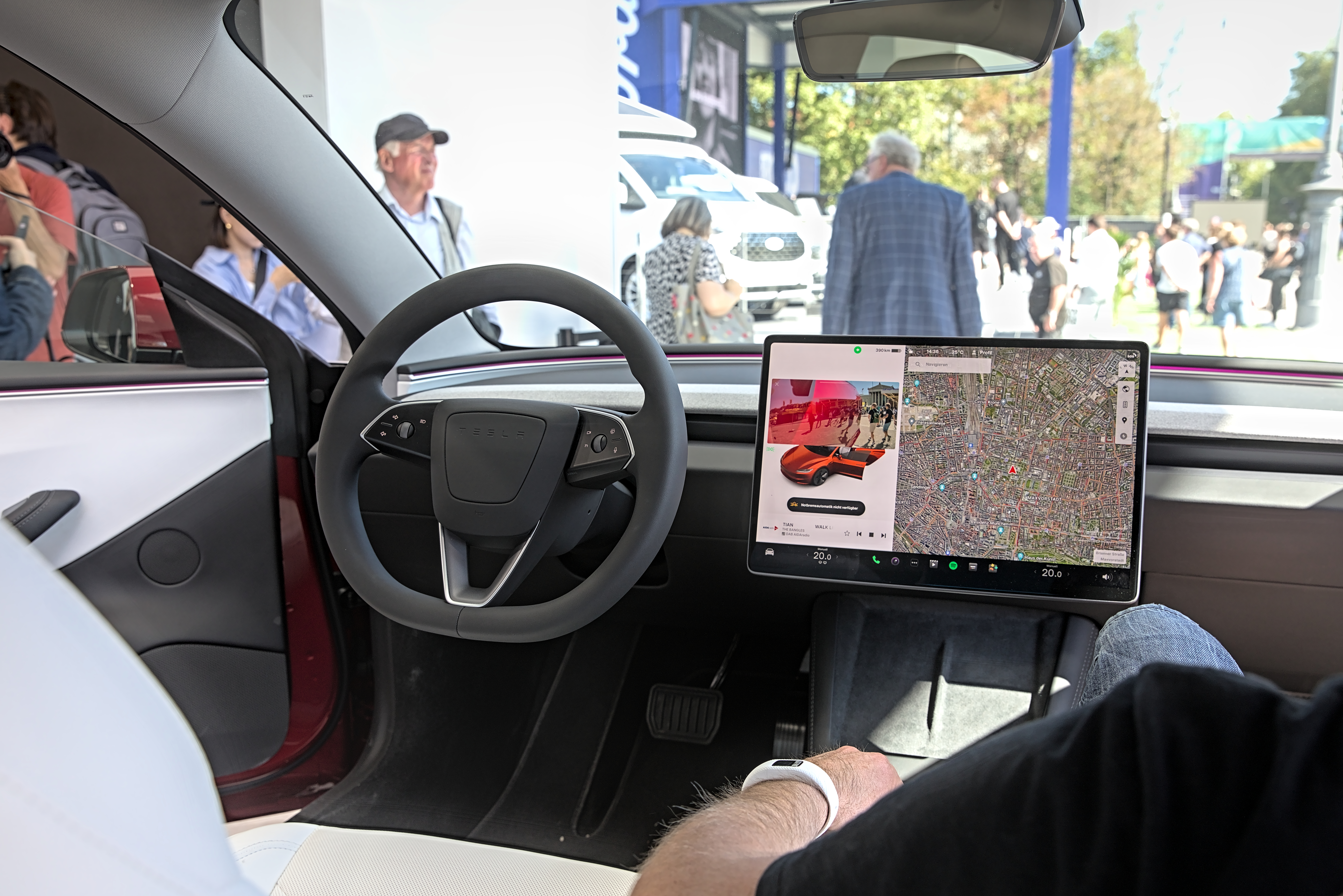
Interieur des Tesla Model 3 ohne Lenkstockhebel, 2023

Die Konstruktion besteht aus Stahl und Aluminium. Als Qualitätsbeleg des Antriebs wurden Bilder eines Getriebes gezeigt, das in der Haltbarkeit Maßstäbe für Lkw erreichte. Außerdem zeigten sich keine Akku-Probleme. Das Fahrwerk hat Einzelradaufhängung mit vorne Doppelquerlenkern und hinten eine Mehrlenkerachse. Das Fahrzeug hat eine Zahnstangenlenkung mit elektrischer Unterstützung sowie ein Vierkolbenbremssystem.
Das Model 3 besitzt keine Instrumentenanzeige hinter dem Lenkrad, sondern einen mittig am Armaturenbrett angebrachten Flüssigkristall-Touchscreen von LG mit einer Diagonale von 38 cm (15 Zoll). Da es ein vollautonomes Fahrzeug sein könnte, seien die Anzeigen von Geschwindigkeit usw. für die Personen im Fahrzeug nicht mehr interessant, kommentierte Elon Musk diese Designentscheidung.
Das Tesla Model 3 ging aus dem aktuellen (2025) Euro NCAP Test als das sicherste Fahrzeug in Europa hervor.

### Fahrerassistenzsystem
Das Model 3 ist fahrzeugseitig laut Tesla zum autonomen Fahrbetrieb nach dem SAE-Level-5-Standard vorbereitet. Heute wird bei guten Wetterbedingungen Level 2 erreicht. Als Sensoren sind lediglich optische Kameras verbaut, vor 2022 auch noch Ultraschallsensoren und ein Radarsensor. Das System ist bei sehr schlechter Sicht (starker Regen, Schneefall) nicht verfügbar. Die von Tesla als „Autopilot“ bezeichnete Funktion ist standardmäßig enthalten, während „Volles Potenzial für autonomes Fahren“ als Option bestellbar ist. Jede Weiterentwicklung der Funktionsweise wird mit einer nachladbaren Software in den ausgelieferten Fahrzeugen installiert.

### Antrieb
Gemäß EPA-Dokumenten wird beim Model 3 nicht der bisher von Tesla verwendete Asynchronmotor mit Kurzschlussläufer eingebaut, sondern Drehstrom-Synchronmotoren mit permanenter Erregung durch Seltenerdmagnete. Um eine hohe magnetische Flussdichte zu erzielen, sind die Dauermagnete des Rotors aus Neodym-Eisen-Bor. Bei einem Asynchronmotor würde der Kurzschlussläufer im Betrieb mit Dauerhochleistung infolge des nicht steigerbaren Wirkungsgrades sehr heiß.
Der Wechselrichter der Antriebseinheit arbeitet mit 24 Modulen, die je zwei auf 650 Volt ausgelegte MOSFETs enthalten.

### Künstliches Fahrgeräusch
Seit September 2019 werden die Fahrzeuge für den US-Markt mit dem dort gesetzlich vorgeschriebenen System für künstliche Fahrgeräusche ausgestattet. Seit Mai 2021 wird dies auch in Europa verbaut. Im Rückwärtsgang klingt dies futuristisch nach einem Raumschiff, im Vorwärtsgang wie ein Rauschen. Ursprünglich wurde von Elon Musk angekündigt, dass Nutzer die Geräusche selbst konfigurieren können. Exemplarisch wurden dabei Geräusche von Ziegen, klappernden Kokosnüssen und Flatulenz genannt, etwa im Oktober 2019 auf Twitter.

### Batterietechnik
Der im Model 3 verwendete Akkumulatoren-Pack mit der Standardkapazität von 50 kWh besteht aus 2976 einzelnen Zellen (Typ 21700, Durchmesser 21 mm, Länge 70 mm; mit LG Chem entwickelt), die zu sogenannten „Bricks“ von je 31 Zellen gebündelt werden. Diese Bricks befinden sich in vier voneinander getrennten Modulen, wobei die zwei äußeren Module je 23 Bricks und die zwei inneren Module je 25 Bricks beherbergen. Die 2018 gelieferte „Long-Range-Version“ mit 74 kWh hat 4416 Zellen. Das Model S mit 85-kWh-Akku-Pack hat 7104 Einzelzellen (Typ 18650), aufgeteilt in 16 Bricks.
Anfänglich wurden ausschließlich Li-Ionen-Zellen mit NCA-Zellchemie verwendet. Der Cobaltanteil in den Kathoden wurde auf 2,8 Prozent reduziert. Als Stand der Technik wurde 2018 etwa acht Prozent angegeben, bei vielen Herstellern sogar darüber. Die in China produzierten Fahrzeuge verwenden NMC-Zellen (Long Range und Performance) bzw. LFP-Zellen (Standard Range und Standard Range Plus). LFP-Zellen kommen ohne Cobalt aus und haben auch Vorteile bezüglich der Sicherheit. Sie sind aber unter anderem kälteempfindlicher und zeigen ein anderes Ladeverhalten, was durch Software-Updates zwischenzeitlich stark verbessert wurde.
Die erwartete Laufleistung (Lebensfahrstrecke) der Batterie wird von Tesla mit 480.000–800.000 km (1500 Ladezyklen) angegeben. Tesla garantiert acht Jahre für das Model 3 mit Standard- oder Mid-Range-Batterie 160.000 km und mit Long-Range-Batterie 192.000 km, je nachdem, was zuerst eintritt, mit mindestens 70 % verbleibender Batteriekapazität über die Garantielaufzeit hinaus.

### Ladefähigkeit
Das Model 3 Longrange kann mit bis zu 625 A laden, was bei 400 V Akkuspannung 250 kW entspricht. Die ab 2019 in Europa verfügbaren 250-kW-CCS-Schnelllader laden mit gekühlten Kabeln mit bis zu 500 A. Dies begrenzt die Ladeleistung bei Akkuspannungen von 350 bis 400 V auf ca. 175 bis 200 kW (bei 800 V wie im Porsche Taycan doppelt soviel). In den USA verwendet Tesla einen eigenen Stecker, der sich als North American Charging Standard 2023 zum De-facto-Standard für den nordamerikanischen Markt entwickelt hat. An Tesla Superchargern der Version 2 ist der Strom auf 300 A und die Leistung auf 120 kW begrenzt. Tesla gibt für Deutschland als ladbare Reichweite 270 km in 30 Minuten an. Bei der 2019 vorgestellten SuC V3 kann das Model 3 mit 250 kW Spitzenleistung aufladen, was einer ladbaren Reichweite von 120 Kilometern in fünf Minuten entspricht.
Das Aufladen in Europa ist an einer 230-Volt-Steckdose (max. 3 kW), an einem Typ-2-Ladekabel (max. 11 kW bei drei Phasen, z. B. Wallbox) oder an einer CCS-Ladestation möglich. Europäische Supercharger wurden 2019 für Model 3 mit einem zusätzlichen CCS-Stecker ausgestattet. Die Nutzung der Supercharger mit einem Model 3 ist kostenpflichtig („Pay-per-Use“), bei Rabattaktionen konnten bis Herbst 2021 jedoch Freikilometer erworben werden.

### Technische Mängel
Im Ende 2024 veröffentlichten TÜV-Report 2025 war der Tesla Model 3 das Fahrzeug, das bei den Altersklassen 2–3 Jahre und 4–5 Jahre die größte Mängelquote bei den TÜV-Hauptuntersuchungen aufwies. 14,2 % der Tesla Model 3 waren bei der ersten Hauptuntersuchung aufgrund erheblicher Mängel durchgefallen. Probleme gab es vor allem mit Bremsen, Achsen und der Beleuchtung: 4,3 % der geprüften Tesla Model 3 hatten bei der ersten Hauptuntersuchung Mängel am Abblendlicht, 3 % an der Achsaufhängung. Bei den 4–5-jährigen Tesla Model 3 fielen 19,7 % durch. 9 der 111 in der Altersklasse 2–3 Jahre aufgelisteten Fahrzeuge waren E-Autos, diese schnitten im Durchschnitt nicht signifikant schlechter ab als Verbrenner, auch wenn Mängel an Bremsen und Achsen etwas häufiger vorkamen. Die 111 aufgelisteten Fahrzeugtypen hatten im Durchschnitt eine Quote des Durchfallens wegen erheblicher Mängel von 6,4 %, das beste Modell hatte 2,4 %, das beste E-Auto 3,4 %.
Das Landgericht Traunstein gab im Januar 2025 einem Kläger recht, der als Besitzer eines Tesla Model 3 Gewährleistungsansprüche wegen sogenannter „Phantombremsungen“ geltend machte. Ein Gerichtsgutachter bestätigte, dass das Fahrzeug immer wieder ohne erkennbaren Grund stark abbremste; auf seiner 700 km langen Testfahrt (davon 600 km Autobahn) seien so fünf kritische Situationen entstanden, durch die sowohl die Fahrzeuginsassen als auch der nachfolgende Verkehr gefährdet worden seien. Ursache der Fehlfunktion ist offenbar, dass Tesla seit 2022 keine Radar- und Ultraschallsensoren mehr einsetzt, sondern ausschließlich Kameras.

## Modellpflege
Vom Markteintritt in Europa im März 2019 bis zur ersten offiziellen Modellpflege im Oktober 2020 gab es siebzig Änderungen, die über Softwareupdates eingespielt wurden. Tesla nutzt die Technik beim Model S seit 2013. Die Updates betrafen beispielsweise im zweiten Quartal 2019 das Vorheizen der Batterien vor dem Supercharging auf Basis der Navigationsdaten für die höchstmögliche Laderate, erhöhte Laderaten bei Stationen von Drittanbietern (Long-Range-Batterie bis zu 200 kW Gleichstrom), längeres Halten von Drehmoment und Leistung bei höheren Geschwindigkeiten, Apps und Spiele.

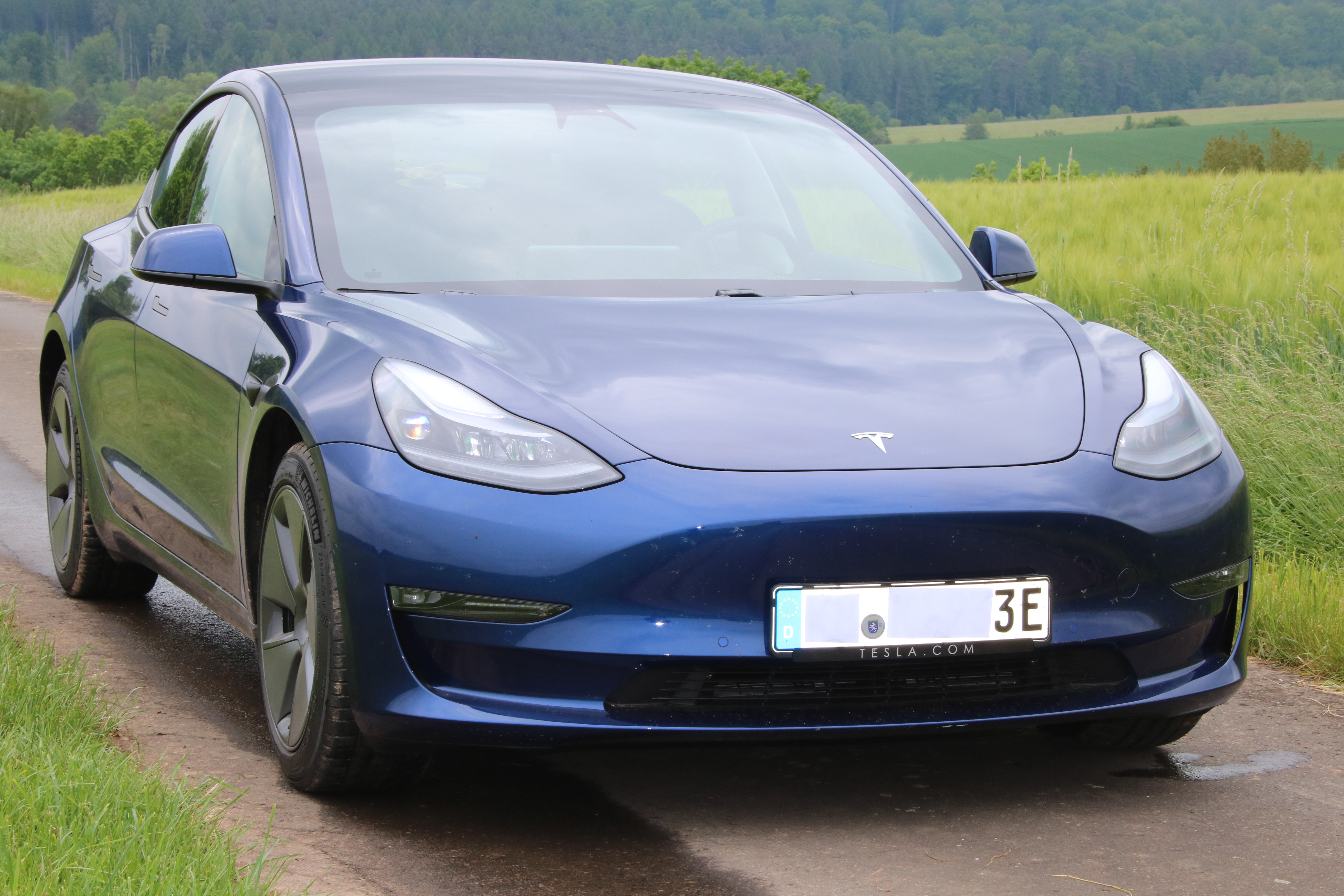
Model 3, 2021

Seit Oktober 2020 produziert Tesla das Model 3 im Stammwerk Fremont mit einigen Änderungen an der Hardware. Dabei gilt die serienmäßige Ausstattung des Model 3 mit einer Wärmepumpe, die für das Heizen und Kühlen des Fahrzeuges weniger elektrische Energie benötigt, als wichtige Verbesserung. Infolgedessen hat der Frunk andere Abmessungen und wurde etwas kleiner. Die Modelle Long Range und Performance haben einen etwa 10 Prozent (auf 82 kWh) vergrößerten Akku der Panasonic Corporation und neue Scheinwerfer. Die vorderen Seitenscheiben wurden durch doppelte (laminierte) Scheiben ersetzt, was sowohl den Wärmeverlust als auch das Geräuschniveau im Inneren reduziert.
Durch die energetischen Maßnahmen erhöhte sich die WLTP-Reichweite je nach Modell um 20 bis 37 km:
- Tesla Model 3 Standard Plus: jetzt 423 Kilometer, zuvor 402 Kilometer
- Tesla Model 3 Performance: jetzt 567 Kilometer, bisher 530 Kilometer
- Tesla Model 3 Long Range: jetzt 580 Kilometer, zuvor 560 Kilometer[94]

Rein optische Änderungen sind unverchromte schwarze Zierrahmen außen, 18- und 19-Zoll-Räder in neuem Design, neue 20-Zoll-Räder und eine Mittelkonsole mit matter Oberfläche statt bisher Klavierlackoptik. In der Serienausstattung sind nun Laden von Smartphones per Induktion, ein 128-GB-USB-3.0-Stick im abschließbaren Handschuhfach für Dashcam-Aufnahmen und USB-C-Anschlüsse für die hintere Sitzreihe enthalten. Zudem lässt sich die Kofferraumklappe elektrisch öffnen und schließen.
In der Modellpflege 2022 wurde die 12-Volt-AGM-Batterie durch eine 12-Volt-Li-Ionen-Batterie ersetzt. Die Intel-Atom-CPU des Infotainment-Systems wurde durch eine AMD-Ryzen-CPU mit mehr Leistung ersetzt, wodurch die Reichweite der Long Range-Version von 614 auf 602 km sank.
Seit April 2022 werden Neufahrzeuge ohne Abstandsradar ausgeliefert; die Assistenzsysteme wurden auf Tesla-Vision umgestellt.

### Größere Modellpflege September 2023
In Rahmen der Modellpflege im September 2023 wurden aerodynamische Verbesserungen und fahrwerkstechnische geräuschmindernde Maßnahmen an den Fahrzeugen umgesetzt, wodurch die Reichweite beim Model 3 Standard auf 513 km (mit aufpreispflichtigen 19-Zoll-Felgen, 18-Zoll-Felgen dann 554 km) und beim Model 3 Long Range die maximale Reichweite auf 629 km (mit 19-Zoll-Felgen) stieg. Weil Tesla weiterhin auf rollwiderstandsoptimierte Reifen setzt, die einen relativ niedrigen Geschwindigkeitsindex haben, wurde die Höchstgeschwindigkeit des Model 3 auf 201 km/h reduziert. Im Rahmen der Modellpflege wurden auch neue schalldämmende Materialien und Akustikglas eingeführt.
Optische Änderungen wurden an den Scheinwerfern, den Heckleuchten und der vorderen Stoßstange durchgeführt. Kleine Änderungen gab es außerdem in der Seitenlinie. Ebenfalls gab es Veränderungen im Interieur des Fahrzeugs: wie bei den größeren Modellen S und X wurden die Funktionen der Blinkerbedienung auf das Lenkrad versetzt, was Tesla viel Kritik einbrachte. Die Wahl des Fahrmodus (PRND) wechselte von einem Hebel auf den berührungsempfindlichen Zentralbildschirm, samt einer Vorschlagsautomatik als Beta-Funktion sowie einer Rückfallebene über dem Innenspiegel bei Ausfall des Zentralbildschirms. Die Autopilot-Aktivierung wechselte dabei von einem Hebel auf eine Multifunktionstaste am Lenkrad. Das Model 3 wurde jedoch auch im Innenraum hochwertiger verarbeitet und es werden Ambiente-Beleuchtung sowie belüftete Vordersitze angeboten. Zudem wurde das Fahrzeug knapp drei Zentimeter länger und misst fortan 4,72 Meter. Radstand, Höhe und Breite blieben unverändert. Das Model 3 Performance wurde mit der Modellpflege vorerst aus dem Programm genommen. Seit April 2024 wird die Performance-Variante erneut angeboten.

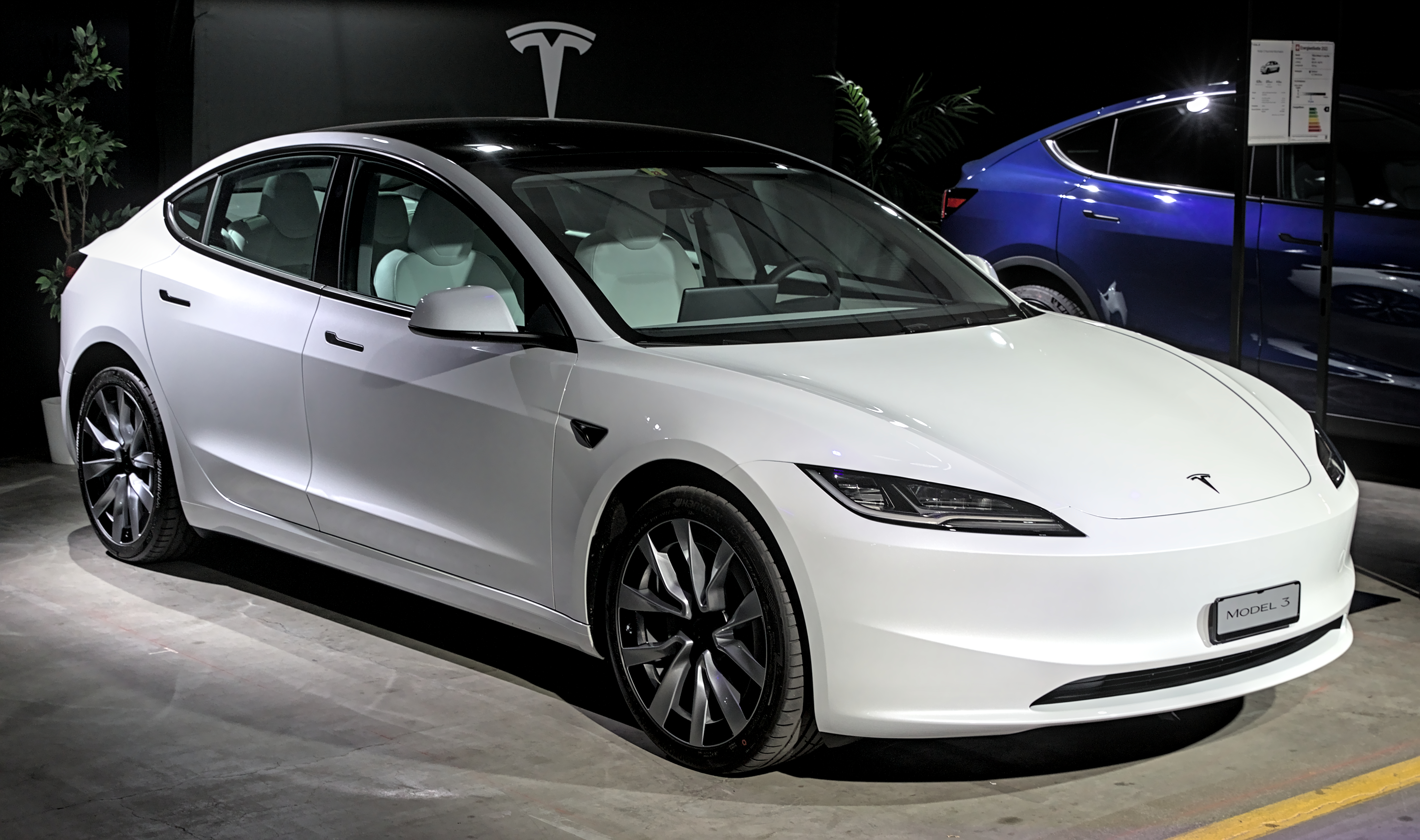
Model 3 (seit 2023)
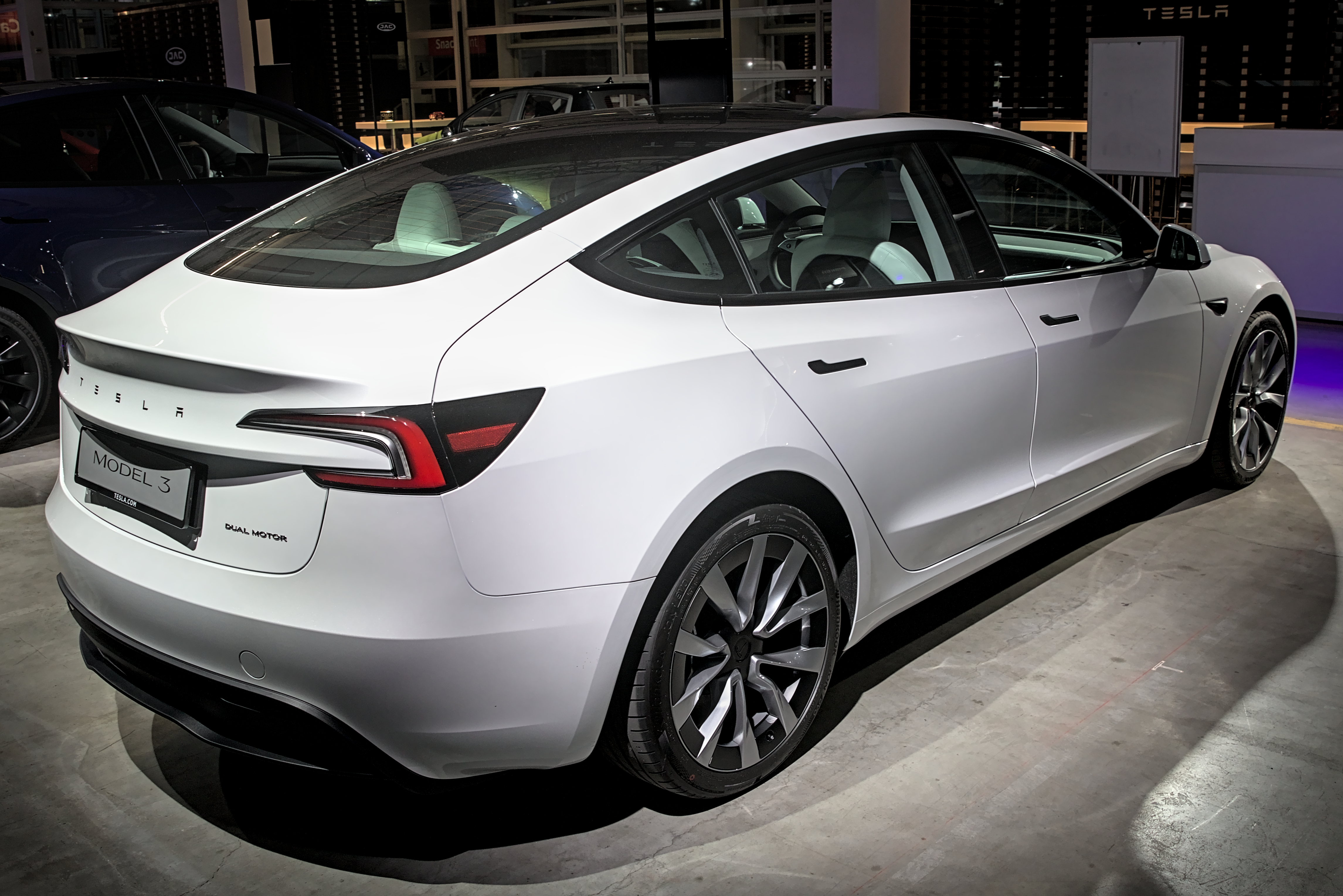
Heckansicht
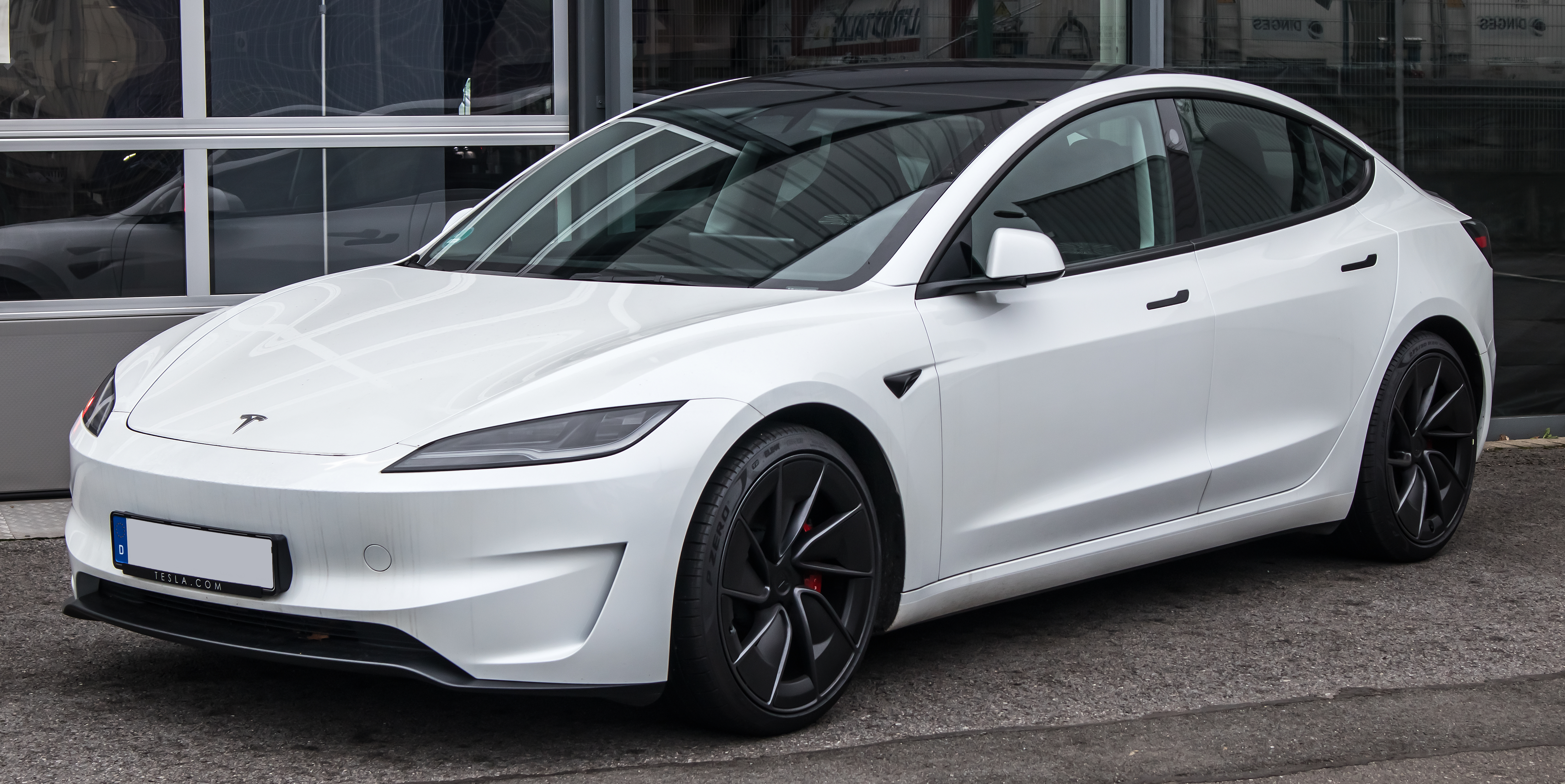
Model 3 Performance (seit 2024)
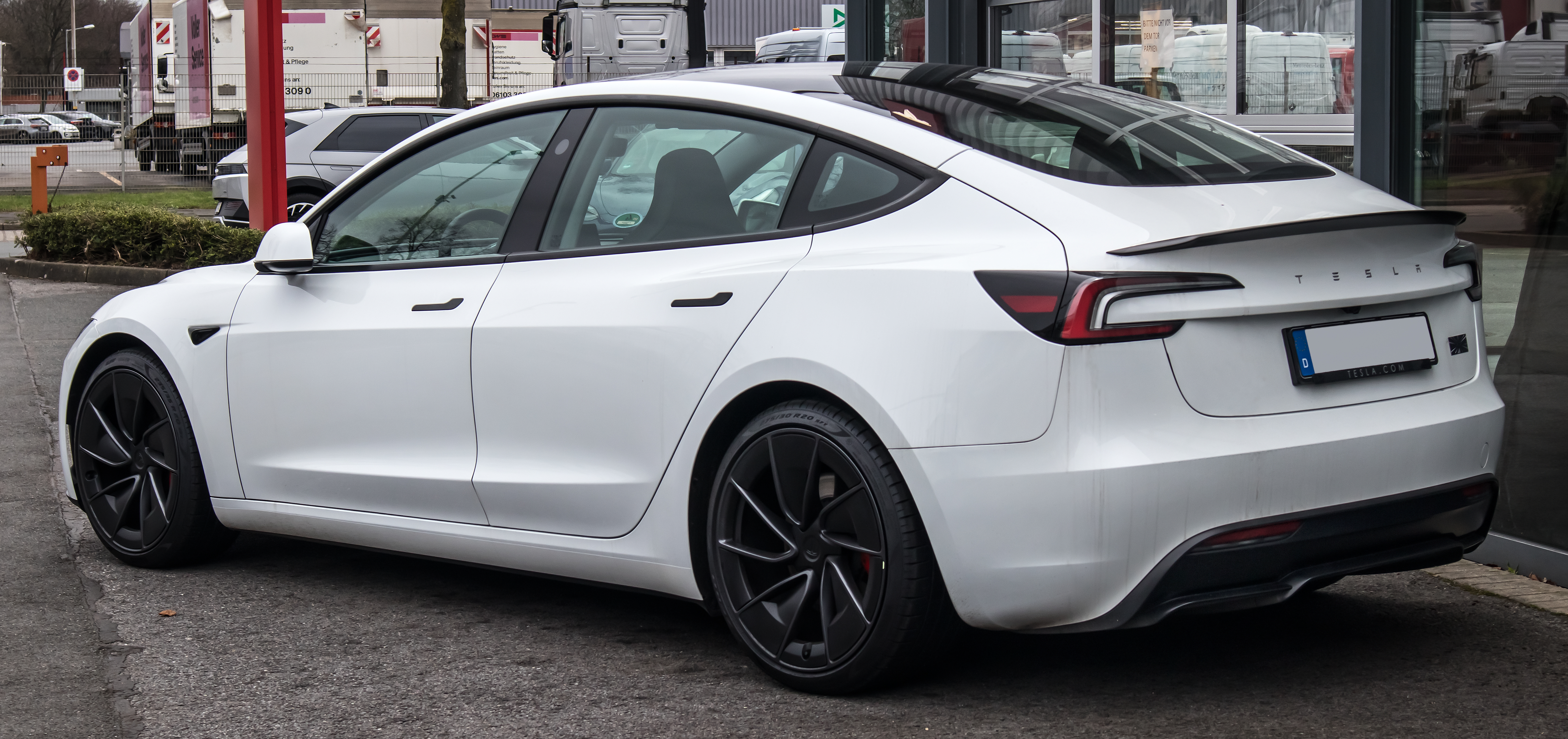
Heckansicht

## Technische Daten

### Verfügbare Varianten
|                                                           | Model 3 Standard                                               | Model 3 Max. Reichweite RWD                                                     | Model 3 Max. Reichweite AWD                                                                                       | Model 3 Performance                                                             |
| --------------------------------------------------------- | -------------------------------------------------------------- | ------------------------------------------------------------------------------- | --- | ------------------------------------------------------------------------------- |
| Bauzeitraum                                               | seit Nov. 2021                                                 | seit 2023                                                                       | seit Juli 2018 | seit Feb. 2022                                                                  |
| Motorkenndaten                                            |                                                                |                                                                                 | |                                                                                 |
| Heck-Motor                                                | Permanenterregte Synchronmaschine mit erhöhtem Reluktanzanteil | Permanenterregte Synchronmaschine mit erhöhtem Reluktanzanteil                  | Permanenterregte Synchronmaschine mit erhöhtem Reluktanzanteil                                                    | Permanenterregte Synchronmaschine mit erhöhtem Reluktanzanteil                  |
| Front-Motor                                               | -                                                              | -                                                                               | Drehstrom-Asynchronmaschine                                                                                       | Drehstrom-Asynchronmaschine                                                     |
| Motorleistung                                             | 208 kW (283 PS)                                                | 235 kW (320 PS)                                                                 | Gesamt: 324 kW (ca. 440 PS) 365 kW (ca. 496 PS) (Acceleration Boost) Front: 121 kW (165 PS) Heck: 203 kW (276 PS) | Gesamt: 338 kW (460 PS)                                                         |
| Motorleistung laut Fahrzeugschein (30 min. Dauerleistung) | DE: 88 kW (120 PS)                                             |                                                                                 | DE: 153 kW (208 PS)                                                                                               | DE: 153 kW (208 PS)                                                             |
| Max. Drehmoment                                           | 420 Nm                                                         | 450 Nm                                                                          | 493 Nm 560 Nm (Acceleration Boost)                                                                                | 660 Nm                                                                          |
| Kraftübertragung                                          |                                                                |                                                                                 | |                                                                                 |
| Antriebsart                                               | Hinterradantrieb                                               | Hinterradantrieb                                                                | Allradantrieb | Allradantrieb                                                                   |
| Getriebe                                                  | Eingang-Reduktionsgetriebe                                     | Eingang-Reduktionsgetriebe                                                      | Eingang-Reduktionsgetriebe                                                                                        | Eingang-Reduktionsgetriebe                                                      |
| Antriebsbatterie                                          |                                                                |                                                                                 | |                                                                                 |
| Zellchemie                                                | LFP                                                            | NMC                                                                             | NMC | NMC                                                                             |
| Energieinhalt, nutzbar                                    | 60 kWh                                                         | bis 2020: 75 kWh ab ca. 2021 EU-Modelle: 79 kWh (ab Q4 2020 US-Modelle: 82 kWh) | bis 2020: 75 kWh ab ca. 2021 EU-Modelle: 79 kWh (ab Q4 2020 US-Modelle: 82 kWh)                                   | bis 2020: 75 kWh ab ca. 2021 EU-Modelle: 79 kWh (ab Q4 2020 US-Modelle: 82 kWh) |
| Messwerte                                                 |                                                                |                                                                                 | |                                                                                 |
| Reichweite nach WLTP                                      | 513 km                                                         | 702 km (18" Felgen) 640 km (19" Felgen)                                         | 560 km 614 km ab 4/21 602 km ab 2/22 629 km ab 9/23                                                               | 530 km 567 km ab 4/21 547 km ab 11/21 528 km ab 2024                            |
| Max. DC-Ladeleistung                                      | 170 kW                                                         | 250 kW                                                                          | 250 kW | 250 kW                                                                          |
| Verbrauch auf 100 km (nach EPA kombiniert)                | 13,2 kWh                                                       | 13,6 kWh                                                                        | 14,0 kWh | 16,7 kWh                                                                        |
| Beschleunigung, 0–100 km/h                                | 6,1 s                                                          | 5,2 s                                                                           | 4,4 s | 3,1 s                                                                           |
| Max. Geschwindigkeit                                      | 201 km/h                                                       | 201 km/h                                                                        | 201 km/h | 262 km/h                                                                        |
| Leergewicht ohne Fahrer                                   | 1761 kg                                                        | 1747 kg                                                                         | 1824 kg | 1851 kg                                                                         |
| Wendekreis                                                | 11,7 m                                                         | 11,7 m                                                                          | 11,7 m | 11,7 m                                                                          |
| Soundsystem                                               | Standard (9 Lautsprecher)                                      | Standard (9 Lautsprecher)                                                       | Premium (17 Lautsprecher inkl. 2 Subwoofer)                                                                       | Premium (17 Lautsprecher inkl. 2 Subwoofer)                                     |

### Nicht mehr verfügbare Varianten
|                                                           | Standard Range                                                 | Standard Range Plus                                            | Standard Range Plus                                            | Mid Range                                                      | Long Range RWD                                                 |
| --------------------------------------------------------- | -------------------------------------------------------------- | -------------------------------------------------------------- | -------------------------------------------------------------- | -------------------------------------------------------------- | -------------------------------------------------------------- |
| Bauzeitraum                                               | März 2019 – Nov. 2019                                          | März 2019 – Nov. 2019                                          | Nov. 2019 – Nov. 2021                                          | Okt. 2018 – März 2019                                          | Juli 2017 – Okt. 2018 März 2019 – Juni 2019                    |
| Motorkenndaten                                            |                                                                |                                                                |                                                                |                                                                |                                                                |
| Heck-Motor                                                | Permanenterregte Synchronmaschine mit erhöhtem Reluktanzanteil | Permanenterregte Synchronmaschine mit erhöhtem Reluktanzanteil | Permanenterregte Synchronmaschine mit erhöhtem Reluktanzanteil | Permanenterregte Synchronmaschine mit erhöhtem Reluktanzanteil | Permanenterregte Synchronmaschine mit erhöhtem Reluktanzanteil |
| Front-Motor                                               | –                                                              | –                                                              | –                                                              | –                                                              | –                                                              |
| Motorleistung                                             |                                                                | 225 kW (306 PS)                                                | 239 kW (325 PS)                                                | 239 kW (325 PS)                                                | 239 kW (325 PS)                                                |
| Motorleistung laut Fahrzeugschein (30 min. Dauerleistung) | DE: 100 kW (136 PS)                                            | DE: 100 kW (136 PS)                                            | DE: 110 kW (150 PS)                                            | DE: 120 kW (163 PS)                                            | DE: 153 kW (208 PS)                                            |
| Max. Drehmoment                                           |                                                                | 402 Nm                                                         | 420 Nm                                                         |                                                                | 420 Nm                                                         |
| Kraftübertragung                                          |                                                                |                                                                |                                                                |                                                                |                                                                |
| Antriebsart                                               | Hinterradantrieb                                               | Hinterradantrieb                                               | Hinterradantrieb                                               | Hinterradantrieb                                               | Hinterradantrieb                                               |
| Getriebe                                                  | Eingang-Reduktionsgetriebe                                     | Eingang-Reduktionsgetriebe                                     | Eingang-Reduktionsgetriebe                                     | Eingang-Reduktionsgetriebe                                     | Eingang-Reduktionsgetriebe                                     |
| Antriebsbatterie                                          |                                                                |                                                                |                                                                |                                                                |                                                                |
| Zellchemie                                                | NMC                                                            | NMC                                                            | NMC                                                            | NMC                                                            | NMC                                                            |
| Energieinhalt, nutzbar                                    | 52 kWh                                                         | 58 kWh                                                         | 58 kWh                                                         | ≈ 60–65 kWh                                                    | 75 kWh                                                         |
| Messwerte                                                 |                                                                |                                                                |                                                                |                                                                |                                                                |
| Reichweite                                                | EPA: 354 km                                                    | EPA: 386 km WLTP: 409 km WLTP: 448 km ab 4/21                  | EPA: 386 km WLTP: 409 km WLTP: 448 km ab 4/21                  | EPA: 418 km                                                    | EPA: 538 km WLTP: 600 km                                       |
| Verbrauch auf 100 km (nach EPA kombiniert)                | 14,1 kWh                                                       | 14,3 kWh                                                       | 14,3 kWh                                                       | 15 kWh                                                         | 15 kWh                                                         |
| Beschleunigung, 0–100 km/h                                | 5,9 s                                                          | 5,6 s                                                          | 5,6 s                                                          | 5,5 s                                                          | 5,3 s                                                          |
| Max. Geschwindigkeit                                      | 209 km/h                                                       | 225 km/h                                                       | 225 km/h                                                       | 225 km/h                                                       | 225 km/h                                                       |
| Leergewicht                                               | 1611 kg                                                        | 1611 kg                                                        | 1611 kg leer 1684 kg mit Fahrer                                | 1672 kg                                                        | 1726 kg                                                        |
| Wendekreis                                                | 12,1 m                                                         | 12,1 m                                                         | 12,1 m                                                         | 12,1 m                                                         | 12,1 m                                                         |

## Verkaufszahlen

### Weltweit
2024 wurde das Tesla Model 3 weltweit 533.569 mal verkauft.
|  |

|  |

|  |

|  |

|  |

|  |

|  |

|  |

|  |

|  |

|  |

|  |

|  |

|  |

|  |

|  |

|  |

|  |

|  |

|  |

|  |

|  |

|  |

|  |

|  |

|  |

|  |

|  |

|  |

|  |

|  |

|  |

|  |

|  |

|  |

|  |

|  |

|  |

|  |

|  |

|  |

|  |

|  |

|  |

|  |

|  |

|  |

|  |

|  |

|  |

|  |

|  |

|  |

|  |

|  |

|  |

|  |

|  |

|  |

|  |

|  |

|  |

|  |

|  |

|  |

|  |

|  |

|  |

|  |

|  |

|  |

|  |

|  |

|  |

|  |

|  |

|  |

|  |

|  |

|  |

|  |

|  |

|  |

|  |

|  |

|  |

|  |

|  |

|  |

|  |

|  |

|  |

|  |

|  |

|  |

|  |

|  |

|  |

|  |

|  |

|  |

|  |

|  |

|  |

|  |

|  |

|  |

|  |

|  |

|  |

|  |

|  |

|  | Model 3 (2.851.084) |

|  | Model 3 (2.851.084) |

### USA
Das Tesla Model 3 erreichte im Mai 2018 einen Marktanteil von etwa 32 Prozent im Mittelklasse-Premiumsegment in den USA. Im dritten Quartal 2018 war es in den USA nach Umsatz das bestverkaufte Automodell und nach Stückzahl das viertmeistverkaufte.

### Zulassungszahlen in Deutschland
Im ersten Quartal 2019 wurden in Deutschland 3185 Model 3 zugelassen. Damit war es das meistverkaufte Elektroauto in diesem Zeitraum in Deutschland, vor anderen rein elektrischen Modellen, z. B. dem Renault Zoe (2717 Stück), des BMW i3 (1981 Stück) oder dem VW e-Golf (1246). Das Model 3 hatte somit den Marktanteil von 20 % der 15.901 Neuzulassungen an rein elektrisch angetriebenen Fahrzeugen von Januar bis März 2019.
Im ersten vollen Verkaufsjahr 2019 wurden in Deutschland 9013 Model 3 neu zugelassen. 2020 waren es 15.202 Fahrzeuge. 2021 wurden 35.262 Einheiten vom Model 3 neu zugelassen. Damit war es im Jahr 2021 auf Platz 1 der batterie-elektrisch angetriebenen Modelle, wenn man VW e-Up (30.797), Skoda Citigo-e iV (3101) und Seat Mii electric (3983) als getrennte Modelle auffasst. Sonst hätten diese drei im Badge-Engineering gefertigten Modelle (Drillinge) mehr Zulassungen. 2022 blieben die Neuzulassungen in etwa auf der Basis des Vorjahres. 2023 gingen sie in Erwartung der großen Modellpflege deutlich zurück.
Tesla senkte im April 2024 den Preis des Model 3 mit Hinterradantrieb von 42.990 Euro auf 40.990 Euro, also um 4,65 Prozent. Die Zulassungszahlen gingen 2024 mit der Modellpflege jedoch weiter zurück. Im ersten Halbjahr 2025 zeigte sich ein weiterer Rückgang der Model 3-Neuzulassungen in Deutschland.
|  |

|  |

|  |

|  |

|  |

|  |

|  |

|  |

|  |

|  |

|  |

|  |

|  |

|  |

|  |

|  |

|  |

|  |

|  |

|  |

|  |

|  |

|  |

|  |

|  |

|  |

|  |

|  |

|  |

|  |

|  |

|  |

|  |

|  |

|  |

|  |

|  |

|  |

|  |

|  |

|  |

|  |

|  |

|  |

|  |

|  |

|  |

|  |

|  |

|  |

|  |

|  |

|  |

|  |

|  |

|  |

|  |

|  |

|  |

|  |

|  |

|  |

|  |

|  |

|  |

|  |

|  |

|  |

|  |

|  |

|  |

|  |

|  |

|  |

|  |

|  |

|  |

|  |

|  |

|  |

|  |

|  |

|  |

|  |

|  |

|  |

|  |

|  |

|  |

|  |

|  |

|  |

|  |

|  |

|  |

|  |

|  |

|  |

|  |

|  |

|  |

|  |

|  |

|  |

|  |

|  |

|  |

|  |

|  |

|  |

|  |

|  |

|  |

|  |

|  |

|  |

|  |

|  |

|  |

|  |

|  |

|  |

|  |

|  |

|  |

|  |

|  |

|  |

|  |

|  |

|  |

|  |

|  |

|  |

|  |

|  |

|  |

|  |

|  |

|  |

|  |

|  |

|  |

|  |

|  |

|  |

|  |

|  |

|  |

|  |

|  |

|  |

|  |

|  |

|  |

|  |

|  |

|  |

|  |

|  |

|  |

|  |

|  |

|  |

|  |

|  |

|  |

|  |

|  |

|  |

|  |

|  |

|  |

|  |

|  |

|  |

|  |

|  |

|  |

|  |

|  |

|  |

|  |

|  |

|  |

|  |

|  |

|  |

|  |

|  |

|  |

|  |

|  |

|  |

|  |

|  |

|  |

|  |

|  |

|  |

|  |

|  |

|  |

|  |

|  |

|  |

|  |

|  |

|  |

|  |

|  |

|  |

|  |

|  |

|  |

|  |

|  |

|  |

|  |

|  |

|  |

|  |

|  |

|  |

|  |

|  |

|  |

|  |

|  |

|  |

|  |

|  |

|  |

|  |

|  |

|  |

|  |

|  |

|  |

|  |

|  |

|  |

|  |

|  |

|  |

|  |

|  |

|  |

|  |

|  |

|  |

|  |

|  |

|  |

|  |

|  |

|  | Hinterradantrieb (50.013) |

|  | Hinterradantrieb (50.013) |

|  | Allradantrieb (68.653) |

|  | Allradantrieb (68.653) |

### Zulassungszahlen in der Schweiz

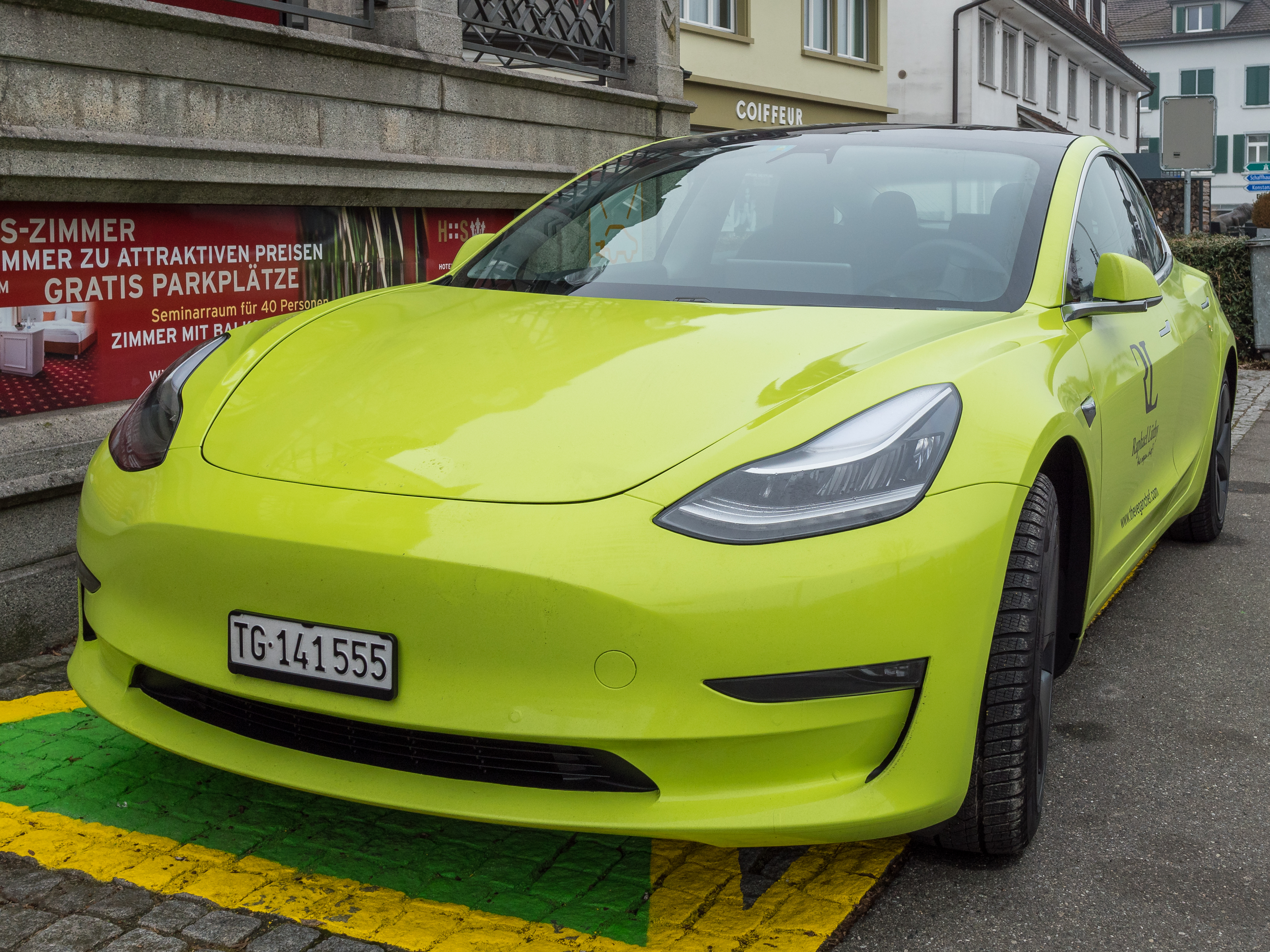
Tesla Model 3 in Kreuzlingen

Im ersten vollen Verkaufsjahr 2019 wurden in der Schweiz und in Liechtenstein 5028 Model 3 neu zugelassen. Es stand an vierter Stelle der meistverkauften Autos in der Schweiz. 2021 war das Model 3 dort das meistverkaufte Auto; 2022 war das Model Y das meistverkaufte.